# Neckeropsis liliana
Neckeropsis liliana är en bladmossart som beskrevs av Paris in Cardot in Grandidier 1915. Neckeropsis liliana ingår i släktet Neckeropsis och familjen Neckeraceae. Inga underarter finns listade i Catalogue of Life.